# Gloucester
Gloucester (/ˈglɒstə/ⓘ) es una ciudad y distrito en el suroeste de Inglaterra, cerca de la frontera con Gales. Es la capital del condado de Gloucestershire. Tiene una población de 110 800 habitantes y su área metropolitana llega a 136 203 (dato de 2001).

## Toponimia
El nombre de la ciudad es Gloucester, pronunciado /ˈglɒstər/ⓘ. Probablemente, el nombre signifique "fuerte (del antiguo anglosajón: "ceaster") que brilla ("glow") en el río".

## Geografía
Está situada en la margen derecha (este) del río Severn, a 180 kilómetros al oeste-noroeste de Londres. Un canal une el puerto de la ciudad con el estuario del río. Los almacenes y embarcaderos de ambas orillas dejaron de ser usadas hasta los años ochenta, dejándolos en mal estado. A partir de esta fecha, y gracias a una profunda renovación, se han convertido en lugares abiertos al público, albergando museos marítimos, apartamentos de lujo y zona de ocio.
Se encuentra en una zona boscosa y montañosa: las Cotswolds al este, el bosque de Dean al oeste, y la cadena montañosa de Malvern Hills al noroeste.

## Historia
La existencia de la ciudad se remonta a la época romana, en la que era conocida como Colonia Nervia Glevensium, o Glevum, durante el reinado de Nerva. Aún se puede distinguir parte de la antigua muralla, y se han descubierto numerosos restos o monedas, aunque con pocas inscripciones. Tras el fin de la Britania Romana, se sabe que la zona siguió siendo poblada. Es mencionada en Historia Brittonum, en la que se cuenta que el abuelo de Vortigern gobernó en ella, y que tras la batalla de Deorham, en 577, pasó a formar parte del reino de Wessex hasta 584 cuando quedó bajo control de Mercia dentro del reino vasallo de Hwicce.
Gracias a estar situada junto a un río navegable y a la construcción en 681 de una abadía, la ciudad creció rápidamente. Antes de la conquista normanda, la ciudad constaba de castillo (usado frecuentemente como residencia real) y de una casa de moneda.
El primer señor feudal fue el earl Godwine. En 1107 el conde Robert de Gloucester se hizo cargo de ella. En 1155, el rey Enrique II, según una carta (similar al fuero español), confirmada en 1194 por Ricardo I, concedía a sus habitantes las mismas libertades que tenían los ciudadanos de Londres y Winchester. Una segunda carta les concedía libertad de paso sobre el río Severn. Ya en 1200, otra carta del rey Juan I permitió a la ciudad ampliar considerablemente sus privilegios, dando a sus habitantes libertad de movimiento por todo el reino. En 1483, gracias a Ricardo III, Gloucester se convierte en condado. 

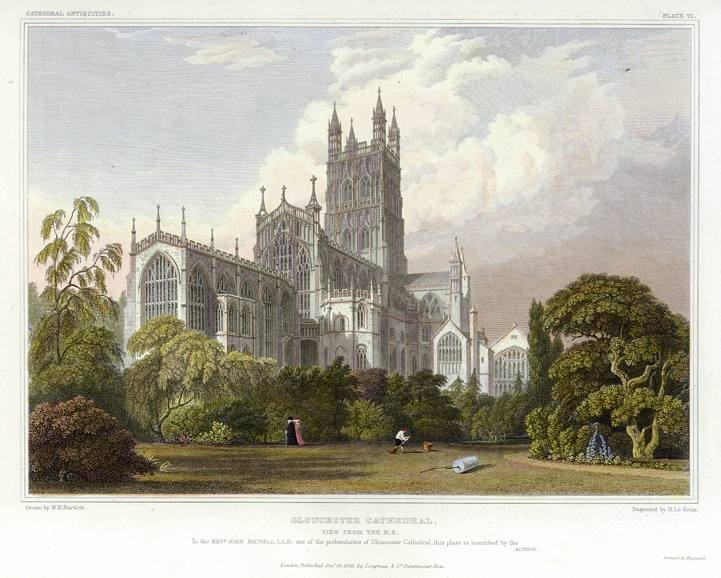
Catedral de Gloucester

El sitio de Gloucester (1643) fue una importante batalla de la guerra civil inglesa, ganada por los parlamentarios sitiados.
Hasta la construcción del puente Severn en 1966, Gloucester tenía el puente más cercano a la desembocadura, y por tanto, se convirtió en una importante zona comercial entre Londres y Gales del Sur. 
El 31 de agosto de 1940 fue atacada por los alemanes durante la Segunda Guerra Mundial.
También es conocida por ser la ciudad natal del cantante Nathan Sykes, miembro de la banda The Wanted.

## Deportes
La ciudad es sede del club de rugby Gloucester Rugby, que hace de local en el Kingsholm Stadium. 

## Monumentos y lugares de interés

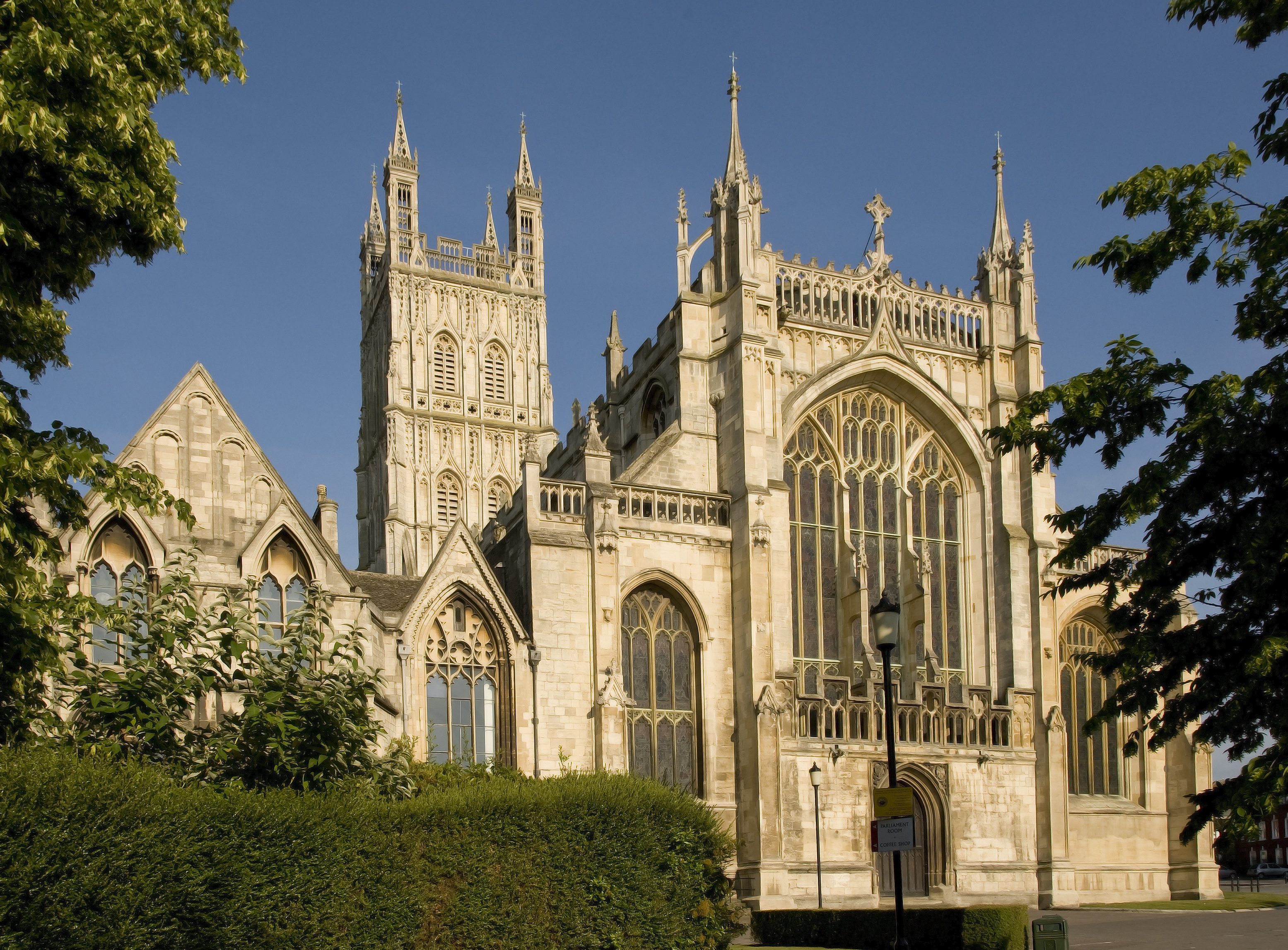
Catedral de Gloucester

La abadía de San Pedro, construida en 681, y actualmente catedral, situada al norte de la ciudad cerca del río, es el lugar de enterramiento del rey Eduardo II y el noble normando Walter de Lacy. Últimamente ha sido usada para el rodaje de algunas escenas de las películas de Harry Potter. Al lado de su deanato se encuentra la capilla del prior normando. 
Aparte de la catedral, en la ciudad existe un gran número de iglesias. Tanto es así, que un antiguo proverbio decía "tan seguro como que Dios está en Gloucester". La primera escuela dominical de Inglaterra se abrió en esta ciudad en el año 1780. 
Se conservan algunas casas de la antigüedad. En el cruce de las cuatro calles principales se encontraba el antiguo ayuntamiento, sustituido en 1894 por un edificio moderno. Entre todas las iglesias de la localidad, cabe destacar cuatro de ellas:
- St Mary de Lode, con una torre y ábside normanda, y un monumento al Obispo Hooper, quien en 1555 sufrió martirio en la plaza de la catedral. Está construida en lo que anteriormente fue un templo romano, que más tarde se convertiría en la primera iglesia cristiana del país.
- La Iglesia de St Michael, supuestamente conectada con la antigua abadía de San Pedro.
- La iglesia de St Nicholas, de origen normando.
- St Mary de Crypt, del siglo XII, con una alta torre.

En los alrededores de esta última se pueden ver restos de dos antiguos monasterios y de la muralla de la ciudad.
Cercanos a la catedral, se encuentran los restos de la abadía de San Oswaldo, donde fueron enterrados Ethelfleda, hija mayor de Alfredo el Grande, y su esposo Etelreldo II.
Entre los edificios modernos destacan el museo y escuela de arte y ciencia, la cárcel del condado y la iglesia de Whitefield.

## Hermanamientos
- Gouda (Países Bajos)
- Metz (Francia)
- Tréveris (Alemania )
- St. Ann (Jamaica)